# Parafia Ducha Świętego w Poniatowej
Parafia Ducha Świętego w Poniatowej – parafia rzymskokatolicka w Poniatowej, należąca do archidiecezji lubelskiej i dekanatu Opole Lubelskie. Została erygowana 10 lutego 1986 roku z terenu parafii Kraczewice, 25 listopada 1987 została powiększona o terytorium parafii Opole Lubelskie. Pierwszym duszpasterzem był ks. Józef Kozłowicz.